# Microtus dogramacii
Microtus dogramacii is een zoogdier uit de familie van de Cricetidae. De wetenschappelijke naam van de soort werd voor het eerst geldig gepubliceerd door Kefioğlu & Kryštufek in 1999.